# Mogorva (Transformers)
Mogorva a Transformers univerzum egyik kitalált autobot szereplője. A Dinobotok parancsnoka.

## Története a Marvel képregény szerint
Mogorva a Kibertron bolygón született, majd Optimus fővezérrel került a Föld bolygóra. Első feladata Sokkoló álcavezér elpusztítása lett volna 4 millió évvel ezelőtt. A Bárka a küldetéshez dinoszaurusz alakúvá változtatta, hogy könnyebben elvegyülhessen a földi "intelligens", uralkodó életformák között. A küldetés nem sikerült, egy leomló hegy betemette, majd Racsni találta meg egy kutatás során. Optimusz halála után segít legyőzni Tripticont, az álca gyilkológépet, ezért autobot társai rövid időre fővezérré választják. Optimusz visszatérte után visszavonul. Üstökös pusztítja el a 12. számban, majd Racsni éleszti fel a 16. számban. Az álcáktól lopott technológiának hála Színlelő lesz, majd visszatér a Kibertron bolygóra. Itt véletlenül felélesztik Prímuszt, a Transformer istent. Dinobot társait egy Nukleon nevű szerrel feléleszti, és nem veszi figyelembe a mellékhatásait. Az Unikron elleni háború során hősiesen harcol, majd Optimusz halála előtt újra rábízza a legnagyobb autobot tisztséget: ismét fővezér lesz. A kibertroni démonokkal való harc során megbénul, majd új alakot kap. Sokkal erősebb lesz, ám az alakváltoztató képességét örökre elveszti. A Klo bolygón a végsőkig harcol az álcák ellen, egészen az Utolsó Autobot megjelenéséig.

## Képességei
Mogorva a második legerősebb autobot. Robotként fegyvere egy kard.